# Thera gibbiata
Thera gibbiata är en fjärilsart som beskrevs av Constantini 1926. Thera gibbiata ingår i släktet Thera och familjen mätare. Inga underarter finns listade i Catalogue of Life.